# Zielone Jezioro (powiat złotowski)
Zielone Jezioro – jezioro w woj. wielkopolskim, w powiecie złotowskim, w gminie Zakrzewo, leżące na terenie Pojezierza Południowokrajeńskiego.

## Dane morfometryczne
Powierzchnia zwierciadła wody według różnych źródeł wynosi od 7,6 ha przez 8,21 ha (lustra wody) lub 9,47 ha (ogólna).
Zwierciadło wody położone jest na wysokości 111,1 m n.p.m.

## Hydronimia
Według spisu opracowanego przez Komisję Nazw Miejscowości i Obiektów Fizjograficznych (KNMiOF) zestandaryzowana nazwa tego jeziora to Zielone Jezioro. W różnych publikacjach i na mapach topograficznych jezioro to występuje pod nazwą Wierzchołek.
Dane z państwowego rejestru nazw geograficznych podają Wierzchołek jako oboczną nazwę tego jeziora.